# Женская сборная Черногории по волейболу
Женская национальная сборная Черногории по волейболу (серб. Ženska odbojkaška reprezentacija Crne Gore) — представляет Черногорию на международных соревнованиях по волейболу. Управляющей организацией выступает Волейбольный союз Черногории (Odbojkaški savez Crne Gore — OSCG) .

## История
5 июня 2006 года прекратил своё существование Государственный Союз Сербии и Черногории. В том же году Волейбольный союз Черногории получил самостоятельность и вступил в ФИВБ и ЕКВ.
Женский черногорский волейбол занимал весьма скромные позиции сначала в югославском, а затем и сербо-черногорском волейболе. В ведущих дивизионах национальных чемпионатов этих стран в лучшем случае была представлена всего одна команда из Черногории. Составы сборной Сербии и Черногории включали только сербских волейболисток.
Дебют женской сборной Черногории на международной арене состоялся в июне 2008 года в рамках отборочного турнира чемпионата Европы 2009. В своём первом официальном матче черногорские волейболистки 6 июня проиграли в израильской Нетании сборной Израиля со счётом 0:3. В последующих пяти играх квалификации сборная Черногории также уступила, заняв последнее место в своей отборочной группе.
В дальнейшем национальная команда Черногории безуспешно выступала в официальных соревнованиях, неизменно проигрывая своим соперникам в отборочных турнирах чемпионатов мира и Европы.
24 мая 2013 сборная Черногории после 21 поражения подряд наконец одержала свою первую победу, обыграв в стартовом раунде квалификации чемпионата мира 2014 на своей площадке сборную Македонии со счётом 3:0. Затем черногорские волейболистки победили Боснию и Герцеговину 3:1 и проиграли Хорватии 1:3, заняв в своей отборочной группе 2-е место. Это позволило сборной Черногории преодолеть первый этап квалификационного турнира, но во втором, прошедшем в Израиле, черногорки уступили всем свои оппонентам в пяти сыгранных матчах и из дальнейшей борьбы за путёвку на чемпионат мира выбыли.
Подобный результат черногорские волейболистки показали и в 2014 году в отборочном турнире чемпионата Европы 2015. В 1-м групповом раунде сборная Черногории опередила команды Эстонии, Литвы и Боснии и Герцеговины, но во 2-м потерпела 5 поражений при одной победе над сборной Испании и выбыла из борьбы за путёвку на европейское первенство.
В 2015 году женская волейбольная сборная Черногории впервые была среди участников волейбольного турнира Игр малых государств Европы и уверенно заняла первое место, обыграв всех своих соперников (команды Сан-Марино, Исландии, Люксембурга и Лихтенштейна) с одинаковым счётом 3:0.
В 2016 сборная Черногории впервые приняла участие в розыгрыше Евролиги и в первом туре в своей группе одержала две победы — над командами Испании 3:0 и Франции 3:2 (тур проходил в черногорском Баре), но три поражения во второй части группового турнира отодвинули черногорских волейболисток на 4-е место. В преддверии квалификации Евро-2017 на посту наставника сборной Черногории Владимира Милачича сменил известный сербский тренер Драган Нешич. Выступление в отборочном турнире чемпионата Европы черногорки начали с 1-го раунда, где заняли в группе 2-е место, но по лучшим дополнительным показателям вышли в основную стадию отбора, где в первом же матче неожиданно обыграли команду Румынии 3:1. Затем последовали 4 поражения подряд и лишь победа в заключительном матче группового турнира над Швейцарией позволила черногорским волейболисткам занять в группе 3-е место, но для продолжения борьбы за попадание на первенство Европы этого было мало.

## Результаты выступлений и составы

### Чемпионаты мира
- 2010 — не квалифицировалась
- 2014 — не квалифицировалась
- 2018 — не квалифицировалась
- 2022 — не квалифицировалась
- 2025 — не квалифицировалась

### Чемпионаты Европы
- 2009 — не квалифицировалась
- 2011 — не квалифицировалась
- 2013 — не квалифицировалась
- 2015 — не квалифицировалась
- 2017 — не квалифицировалась
- 2019 — не квалифицировалась
- 2021 — не квалифицировалась
- 2023 — не квалифицировалась
- 2026 —

### Евролига
До 2015 в розыгрышах Евролиги сборная Черногории участия не принимала.
- 2016 — 10—12-е место
- 2017 — 7—9-е место
- 2018 — не участвовала
- 2019 — не участвовала
- 2021 — не участвовала
- 2022 — не участвовала
- 2023 — 13-е (4-е в Серебряной лиге)
- 2024 — 16-е (4-е в Серебряной лиге)
- 2025 — 11-е место

- 2016: Татьяна Бокан, Ана Оташевич, Николета Перович, Елена Цвийович, Мелиса Ценович, Евгения Миливоевич, Мария Милович, Андеа Лакович, Тамара Роганович, Эльза Хаджисалихович, Даниэла Джакович, Ксения Иванович, Милана Ровчанин, Марияна Машанович. Тренер — Владимир Милачич.
- 2017: Ана Оташевич, Николета Перович, Елена Цвийович, Евгения Миливоевич, Мария Милович, Андеа Лакович, Тамара Роганович, Эльза Хаджисалихович, Даниэла Джакович, Ксения Иванович, Драгана Перуничич, Ива Вуйошевич, Аня Пейович, Мина Драгович. Тренер — Драган Нешич.

### Игры малых государств Европы
До 2013 сборная Черногории в Играх участия не принимала.
- 2015 —  1-е место
- 2017 — не участвовала
- 2019 —  1-е место

## Состав
Сборная Черногории в соревнованиях 2024 года (Евролига, квалификация чемпионата Европы)
| №    | Имя, фамилия      | Год рождения | Рост | Амплуа      | Клуб                        |
| ---- | ----------------- | ------------ | ---- | ----------- | --------------------------- |
| 1    | Сашка Джурович    | 2001         | 190  | центральная | «Спортинг» Лиссабон         |
| 2    | Тияна Тврдишич    | 2002         | 177  | связующая   | «Лука Бар» Бар              |
| 2,20 | Ксения Крунич     | 2005         | 175  | либеро      | «Академия» Тиват            |
| 4    | Мелиса Ценович    | 1998         | 168  | либеро      | «Херцег-Нови»               |
| 5    | Мария Шушич       | 2002         | 176  | связующая   | «Сент-Бенедек» Балатонфюред |
| 7    | Лара Йовович      | 2006         | 182  | нападающая  | «Срем» Сремска-Митровица    |
| 8    | Гордана Маджгаль  | 2005         | 173  | нападающая  | «Херцег-Нови»               |
| 10   | Дияна Вукович     | 1999         | 188  | нападающая  | «Лука Бар» Бар              |
| 11   | Даниэла Джакович  | 1994         | 181  | нападающая  | МАА Баку                    |
| 12   | Симона Петранович | 2003         | 171  | нападающая  | «Младост» Загреб            |
| 14   | Кристина Божович  | 2005         | 186  | нападающая  | «Будучност» Подгорица       |
| 15   | Невена Вукчевич   | 2003         | 173  | нападающая  | «ГЕН-И Воллей» Нова-Горица  |
| 16   | Лана Ракочевич    | 2007         | 186  | центральная | «Будучност» Подгорица       |
| 17   | Дарья Попович     | 2007         | 190  | нападающая  | «Омладинац» Нови-Бановци    |
| 18   | Катарина Будрак   | 1998         | 196  | нападающая  | «Бордо Мериньяк» Бордо      |
| 19   | Виктория Джукич   | 2005         | 180  | связующая   | «Будучност» Подгорица       |
| 21   | Теодора Ракочевич | 1999         | 192  | центральная | «Баня-Лука»                 |
| 22   | Мина Драгович     | 2000         | 187  | центральная | «Лугож»                     |

- Главный тренер —  Милорад Крунич.
- Тренеры — Младен Милодинович, Лука Богоевич.